# Felipe Jorge Loureiro
Felipe Jorge Loureiro (Rio de Janeiro, 2 settembre 1977) è un allenatore di calcio ed ex calciatore brasiliano, di ruolo centrocampista, tecnico del Volta Redonda.

## Palmarès

### Giocatore

#### Club

##### Competizioni statali
- Campionato Carioca: 3

Vasco da Gama: 1998
Flamengo: 2004
Fluminense: 2005
- Torneo Rio-San Paolo: 1

Vasco da Gama: 1999

##### Competizioni nazionali
- Campionato brasiliano: 2

Vasco da Gama: 1997, 2000
- Campionato qatariota: 2

Al-Sadd: 2005-2006, 2006-2007
- Coppa del Principe del Qatar: 2

Al-Sadd:2006, 2008
- Coppa dell'Emiro del Qatar: 1

Al-Sadd: 2006-2007

##### Competizioni internazionali
- Coppa Libertadores: 1

Vasco da Gama: 1998
- Coppa Mercosur:

Vasco da Gama: 2000

#### Nazionale
- Coppa America: 1

2004

#### Individuale
- Equipo Ideal de América: 1

1998